# Літературно-меморіальний музей Анни Ахматової
Літературно-меморіальний музей Анни Ахматової — музей у селі Слобідка-Шелехівська Деражнянської міської громади Хмельницького району Хмельницької області, присвячений життю та творчості поетеси Анни Ахматової. Автономний відділ Хмельницького обласного літературного музею.

## Анна Ахматова і Поділля
В Анни Ахматової на Поділлі мешкало доволі багато родичів. Це пов'язано із тим, що її дід по материнській лінії Еразм Стогов (начальник канцелярії жандармерії київського генерал-губернатора Дмитра Бібикова) придбав у Летичівському повіті маєток Снітівку і оселився тут. Його доньки повиходили заміж за поміщиків із сусідніх сіл. Інна Еразмівна Стогова (в майбутньому — мати Анни) теж вийшла заміж, але її чоловік покінчив життя самогубством. Вона залишилась без маєтку та на деякий час покинула Поділля, пов'язавши своє життя з інженером-механіком Чорноморського флоту Андрієм Горенком. Разом з тим вона часто приїжджала в ці краї, найчастіше відвідуючи сестру Анну Вакар у селі Шелехове (тепер — Слобідка-Шелехівська). Приїжджала сюди й Анна Ахматова — у 1896, 1906, 1910, 1911, 1912 та 1914 роках.
Ймовірно, саме про будинок своєї тітки Анни Вакар Ахматова написала наступні рядки:
|  | Здесь все то же, то же, что и прежде, Здесь напрасным кажется мечтать. В доме у дороги непроезжей Надо рано ставни запирать. |

Залишився також її запис у щоденнику: 
|  | Лето у тетки Вакар в Шелехово, около станции Деражня. |

Востаннє Анна Ахматова приїхала сюди у 1939 році провідати могили родичів.
За кілька десятків метрів від будівлі маєтку в Слобідці й досі залишаються могили Інни Еразмівни, матері Ахматової, а також її тітки Анни Вакар (обидві прожили тут свої останні роки).

## Відкриття музею
Музей у Слобідці-Шелехівській в будівлі колишнього маєтку Анни Вакар було відкрито у 1989 році з нагоди 100-ліття від дня народження Анни Ахматової. Спершу планувалося лише встановлення меморіальної дошки, однак згодом стало очевидно, що в селі вистачить матеріалів на цілий музей. Одним із ініціаторів заснування музею була Любов Теленько. Тоді ж парк навколо садиби було оголошено пам'яткою садово-паркового мистецтва (див. Шелехівський парк).
Взагалі в Україні святкування 100-ліття від дня народження Анни Ахматової проходило на високому рівні. Оргкомітет очолила Ліна Костенко (яка й сама відвідала новостворений музей). Активну участь у підготовці брав і Микола Горбаль, який після відвідин Деражнянщини підготував серію тематичних репортажів для радіо «Свобода». Згідно з розробленою концепцією, тематико-експозиційний план музею втілив в життя художник Ігор Скорупський. На відкритті закладу була присутня низка гостей із різних країн.
Зараз музей займає дві експозиційні кімнати. До експозиції входять, зокрема, листи Анни, її речі. Є і фото та документи чоловіка Ахматової Миколи Гумільова та їх сина Льва Гумільова. Суттєву кількість експонатів до новосформованого закладу передали петербурзький ентузіаст музейної справи Євген Лінд та московський письменник Євген Степанов. Значну частину експонатів принесли селяни, в яких зберігалися речі родини Ахматової.
Крім того, у 1989 році ще були живі мешканці села, які пам'ятали відвідини Шелехового Анною. Дослідниками були записані їхні спогади. Зокрема, згадували селяни те, що Анна за допомогою лозинки визначала, де найкраще копати криниці. Щоправда, щодо достовірності саме цієї історії в дослідників є певні сумніви.
На подвір'ї встановлено перший в Україні пам'ятник Ахматовій (скульптор — петербурзький митець Віктор Володимирович Зайко). Також тут є дві лави — копії лав у Царському Селі та ліхтар із Петербургу. Таким чином у Слобідці було облаштовано куточок улюбленого міста Ахматової.
Значних зусиль до відкриття музею у Слобідці Шелехівській доклала Марія Іванівна Скорбатюк, колишня вчителька української мови. Саме вона надала науковцям архівні документи, які стали передумовою заснування в селі музею. Також пані Марія працювала директором закладу від моменту його відкриття і до своєї смерті у 2010 році.

## Сучасність музею
Літературно-меморіальний музей Анни Ахматової відвідують туристи не лише з України, але й з-за кордону. Щороку 23 червня (в день народження поетеси) в музеї проводяться Ахматовські читання, які збирають літературознавців, письменників, поціновувачів творчості Анни Ахматової.
У 2009 році приміщення музею було суттєво відремонтовано, зокрема здійснено газифікацію, проведено реконструкцію системи опалення та капітальний ремонт адміністративно-господарської будівлі музею. Також було благоустроєно прилеглу до музею територію.